# Adagio (Musik)
Adagio (im Sinne von „langsam“) ist eine der ältesten musikalischen Tempobezeichnungen, die schon zu Anfang des 17. Jahrhunderts aufkam. Adagio bedeutet im Italienischen „bequem, behaglich“, hat aber für die Musik im Laufe der Zeit die Bedeutung von „ruhevoll“, „langsam“, ja „sehr langsam“ (doch nicht so langsam wie largo) erhalten, besonders in Deutschland, während in Italien infolge des Wortsinnes auch heute noch adagio mehr dem gleichkommt, was wir im deutschen Sprachraum unter andante verstehen. In der Barockmusik, z. B. bei Händel, sind Tempobezeichnungen nicht genau festgelegt. In seinen Sonaten für Flöte und Basso continuo bezeichnet Händel zum Beispiel ein Larghetto für Blockflöte in der Fassung für Querflöte als Adagio. Dies entspricht der Tradition der barocken Musizierauffassung, wonach es kein absolut gültiges Tempo eines Musikstückes gibt: vielmehr ist das Zeitmaß von der Individualität, dem Können des Ausführenden wie von dem Instrument, der Besetzung und den akustischen Verhältnissen abhängig.
Die Bezeichnung adagio kommt sowohl innerhalb eines Tonstücks für wenige Noten als auch zu Anfang eines Satzes als Tempobestimmung für dessen ganze Dauer vor, so dass man gewöhnlich unter einem Adagio auch einen ganzen Satz einer Sonate, Sinfonie oder eines Quartetts usw. versteht. In Werken der Vorklassik und Wiener Klassik ist das Adagio oft der zweite Satz, doch sind Ausnahmen nicht selten (9. Sinfonie von Beethoven und seither öfter); man nennt einen solchen Satz auch dann ein Adagio, wenn er einen bewegteren Teil (Andante, Piu mosso u. dgl.) enthält. 
Der Superlativ adagissimo, „äußerst langsam“, ist selten. Die Diminutivform adagietto bedeutet: ziemlich langsam, d. h. nicht so langsam wie adagio; als Überschrift kennzeichnet sie gewöhnlich ein langsames Sätzchen von kurzer Dauer, z. B. in Mahlers 5. Sinfonie.